# 张欣怡
张欣怡（2007年6月8日—），中国童星，豫剧表演者，出生于河南新乡。2011年央视春晚年龄最小表演者，两岁时就在河南卫视《梨园春》获得戏曲擂台赛明星小擂主称号。